# 50 anni d'arte a Milano. Dal divisionismo ad oggi
50 anni d'arte a Milano. Dal divisionismo ad oggi è stata una mostra d'arte contemporanea italiana tenuta a Milano nel 1959.

## Organizzazione e svolgimento

Il Palazzo della Permanente
Milano

L'esposizione venne organizzata dalla Società per le Belle Arti ed Esposizione Permanente e allestita nel Palazzo della Permanente dal 31 gennaio al 15 marzo 1959.
L'intento degli organizzatori era «presentare una rassegna informativa dei movimenti e delle correnti d'Arte che hanno caratterizzato la vita artistica di Milano nel cinquantennio testè decorso».
La commissione esecutiva era presieduta dal presidente della società, l'industriale Paolo Stramezzi, affiancato dalla collezionista Marianne Caprotti nel ruolo di vicepresidente, e dal pittore Remo Taccani come segretario. Gli altri membri erano i pittori (e soci) Achille Funi, Adriano Spilimbergo, Enzo Morelli, Romano Conversano e Alik Cavaliere.
Taccani curò anche il catalogo, edito dalla casa editrice Vallardi.

## Artisti partecipanti

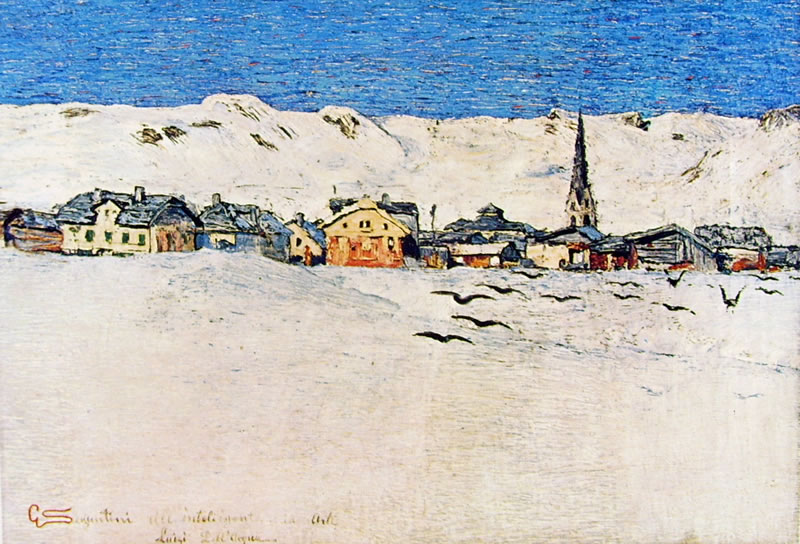
Giovanni Segantini
Savognino d'inverno, 1888-1890

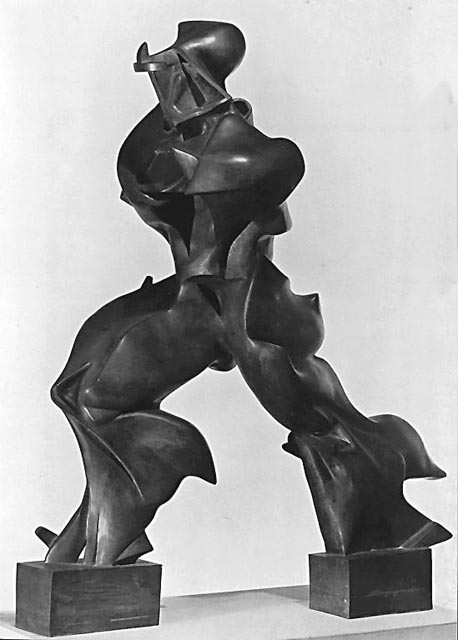
Umberto Boccioni
Forme uniche di continuità nello spazio, 1912

Furono esposti dipinti e sculture di centotrentasei artisti: Giuseppe Ajmone, Arnaldo Badodi, Giacomo Balla, Giuseppe Banchieri, Contardo Barbieri, Ugo Bernasconi, Renato Birolli, Umberto Boccioni, Aroldo Bonzagni, Enrico Bordoni, Leonardo Borgese, Pompeo Borra, Luigi Bracchi, Cesare Breviglieri, Remo Brindisi, Luigi Broggini, Anselmo Bucci, Bruno Calvani, Ettore Calvelli, Massimo Campigli, Amerigo Canegrati, Domenico Cantatore, Carmelo Cappello, Aldo Carpi, Carlo Carrà, Bruno Cassinari, Alik Cavaliere, Giuseppe Cerrina, Alfredo Chighine, Virginio Ciminaghi, Silvio Consadori, Paola Consolo, Carlo Conte, Roberto Crippa, Cristoforo De Amicis, Giorgio De Chirico, Raffaele De Grada, Angelo Del Bon, Filippo de Pisis, Francesco De Rocchi, Gianni Dova, Leonardo Dudreville, Agenore Fabbri, Tullio Figini, Lucio Fontana, Franco Francese, Donato Frisia, Giovanni Fumagalli, Achille Funi, Tullio Garbati, Giandante X, Emilio Gola, Vittore Grubicy De Dragon, Giuseppe Guerreschi, Ibrahim Kodra, Savino Labò, Dino Lanaro, Umberto Lilloni, Silvio Livio Rossi, Emilio Longoni, Antonio Maiocchi, Gian Emilio Malerba, Giacomo Manzù, Vitaliano Marchini, Marino Martini, Alberto Martini, Piero Marussig, Giacomo Maselli, Gino Meloni, Fausto Melotti, Francesco Messina, Giuseppe Migneco, Luciano Minguzzi, Dante Montanari, Giuseppe Montanari, Cesare Monti, Angelo Morbelli, Enzo Morelli, Ennio Morlotti, Gino Moro, Giuseppe Motti, Giuseppe Novello, Mario Negri, Giovanni Paganin, Eros Pellini, Giuseppe Pellizza da Volpedo, Siro Penagini, Lorenzo Pepe, Cesare Peverelli, Pietro Plescan, Gaetano Previati, Mario Radice, Carlo Ramous, Mauro Reggiani, Giovanni Repossi, Manlio Rho, Franco Rognoni, Bepi Romagnoni, Attilio Rossi, Medardo Rosso, Fortunato Rosti, Carlo Russo, Luigi Russolo, Alberto Salietti, Aldo Salvadori, Giancarlo Sangregorio, Aligi Sassu, Giovanni Segantini, Giuseppe Scalvini, Gregorio Sciltian, Pio Semeghini, Gino Severini, Mario Sironi, Ardengo Soffici, Anton Atanasio Soldati, Ivo Soli, Francesco Speranza, Adriano Spilimbergo, Ottavio Steffenini, Remo Taccani, Guido Tallone, Ampelio Tettamanti, Fiorenzo Tomea, Arturo Tosi, Mario Tozzi, Ernesto Treccani, Gian Filippo Usellini, Giustino Vaglieri, Italo Valenti, Mario Vellani Marchi, Renato Vernizzi, Alberto Vitali, Umberto Vittorini, Adolfo Wildt, Gigiotti Zanini.